# Чередниченко Володимир Іванович
Володимир Іванович Чередниченко (22 серпня 1920, село Ново-Воскресенка Катеринославської губернії, тепер Кам'янского району Дніпропетровської області — ?) — український радянський і партійний діяч, секретар Дніпропетровського обкому КПУ, 1-й заступник голови виконавчого комітету Дніпропетровської обласної ради.

## Життєпис
З жовтня 1939 по січень 1946 року — в Червоній армії, учасник німецько-радянської війни. Служив у 108-му артилерійському полку 108-ї танкової дивізії, в 14-й гвардійській гарматній артилерійській бригаді.
Член ВКП(б) з 1943 року. 
Потім перебував на партійній роботі.
У 1955 — 15 січня 1963 — завідувач відділу партійних органів Дніпропетровського обласного комітету КПУ.
15 січня 1963 — 15 грудня 1964 року — секретар Дніпропетровського сільського обласного комітету КПУ — голова сільського обласного комітету партійно-державного контролю. Одночасно, 18 січня 1963 — 17 грудня 1964 року — заступник голови виконавчого комітету Дніпропетровської сільської обласної ради депутатів трудящих.
15 грудня 1964 — лютий 1966 року — секретар Дніпропетровського обласного комітету КПУ — голова обласного комітету партійно-державного контролю. Одночасно, 17 грудня 1964 — грудень 1965 року — заступник голови виконавчого комітету Дніпропетровської обласної ради депутатів трудящих.
У грудні 1965—1966 роках — голова Дніпропетровського обласного комітету народного контролю.
У 1966 — грудні 1980 року — 1-й заступник голови виконавчого комітету Дніпропетровської обласної ради депутатів трудящих.
З грудня 1980 року — персональний пенсіонер у місті Дніпропетровську.

## Звання
- капітан
- підполковник

## Нагороди
- орден Вітчизняної війни І ст. (6.04.1985)
- орден Трудового Червоного Прапора (26.02.1958)
- медаль «За оборону Москви» (1942)
- медаль «За перемогу над Німеччиною у Великій Вітчизняній війні 1941—1945 рр.» (1945)
- медалі
- Почесна грамота Президії Верховної Ради Української РСР (21.08.1980)